# Aldhelmo de Sherborne
San Aldhelmo (639 - 25 de mayo de 709), abad de Malmesbury, obispo de Sherborne, poeta latino y erudito de la escritura anglosajona.  Se cree que pudo ser hijo de Kenten, miembro de la familia real de Wessex. Se sabe con certeza que no fue, como afirma su biógrafo Faritius, hermano del rey Ine de Wessex.

## Vida
Aldhelmo fue educado en la escuela de un monje erudito irlandés, Maildulf, en la localidad de Mailduberi (posteriormente conocida como Malmesbury. En 688 el papa Vitaliano envió a Teodoro de Tarsus para ser arzobispo de Canterbury, y a la par el africano Adrián de Canterbury se convertía en abad de la abadía de St. Augustine, siendo Aldhelmo uno de sus discípulos. En ese momento tendría en torno a 30 años, y sus estudios junto a Adrián abarcaron derecho romano, astronomía, astrología y el estudio de los calendarios. También aprendió griego y hebreo.
Por motivos de salud tuvo que volver a Malmesbury, donde fue monje durante catorce años bajo el abad Maidulf. Cuando este murió, en 675, Adhelm fue elegido para dirigir el monasterio, convirtiéndose en abad. Durante su mandato la comunidad prosperó. Introdujo la Regla de San Benito, y fundó otros dos monasterios como centros de aprendizaje, el de Frome y el de Bradford on Avon. Esta última data de tiempo atrás, pero él la revitalizó.
Su fama como erudito traspasó fronteras. Artwil, hijo de un rey irlandés, le mandaba sus escritos para que los corrigiera, y el monje irlandés Cellanus mantenía correspondencia con él. Se cree que Aldhelmo fue el primer anglosajón en escribir versos en latín. Su erudición fue reconocida por Beda el Venerable, en su Historia ecclesiastica gentis Anglorum (5.18), donde habla de él como un "erudito maravilloso". El papa Sergio I le pagó un viaje a Roma, de donde volvió con privilegios para el monasterio.
En 705, o quizá antes, Haeddi, obispo de Winchester, falleció, y su diócesis fue dividida en dos, creándose la de Sherborne, de la cual Aldhelmo fue el primer obispo. En ese momento ya era un hombre viejo, pero se mostró muy activo en sus nuevas funciones. Construyó una catedral que luego sería sustituida por una iglesia normanda. Según Guillermo de Malmesbury, Aldhelmo tuvo un papel destacado como obispo, e iba a numerosos actos públicos.
Falleció en una de las rondas que hacía por la diócesis, en la iglesia de Doulting, el 25 de mayo de 709. Su cuerpo fue llevado a Malmesbury, y desde entonces ha sido venerado. Su santificación fue producida rápidamente, y desde tal hecho el 25 de mayo es celebrado en su honor.

## Escritos

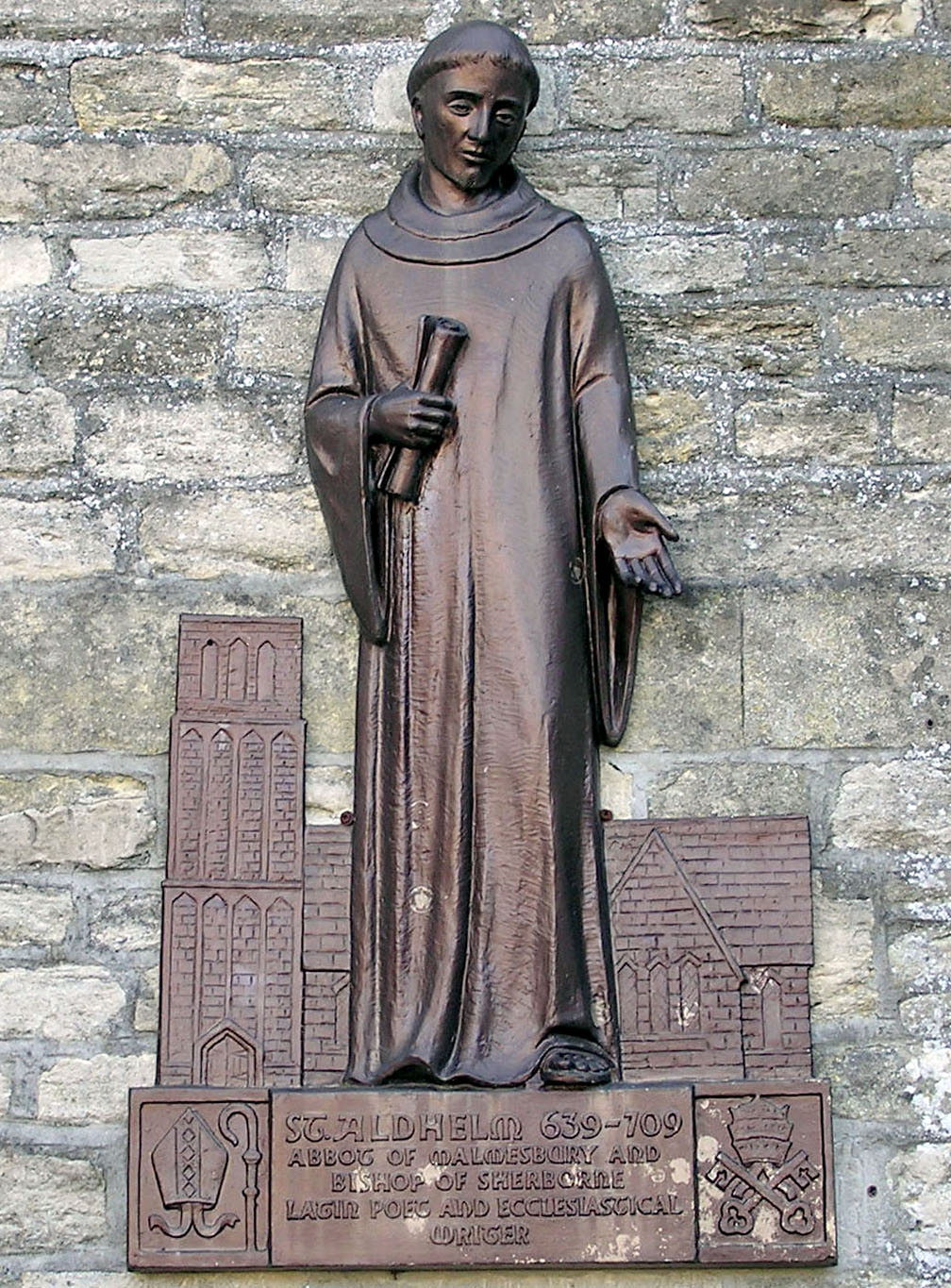
Placa en la iglesia católica de San Aldhelmo, en Malmesbury. La inscripción dice "San Aldhelmo 639-709, abad de Malmesbury y obispo de Sherborne, poeta latino y escritor eclesiástico".

Tal y como dijo Guillermo de Malmesbury, Aldhelmo escribió poesía en anglosajón, pero ninguna de sus composiciones fue famosa ni siquiera en época de Alfredo el Grande. Según testimonios de la época, tenía la costumbre de ponerse a cantar al final de un puente cercano a su abadía, siempre con temática religiosa, lo cual congregaba a un gran número de fieles a su alrededor.
Escribió siempre en un latín más que dificultoso y tremendamente elaborado, cuyo estilo predominaría en siglos siguientes, aunque a veces fue tiltado de bárbaro. Sus textos fueron sujeto de estudio habitual en los monasterios, hasta que su influencia se desvaneció tras la invasión normanda.
Los escritos de Aldhelmo fueron recopilados por R. Ehwald en 1919, en una obra titulada Aldhelmi opera omnia. No obstante, hay ediciones previas. En 1844 J. A. Giles publicó Patres eccl. Angl., que fue reimpreso por J. P. Migne en su Patrologiae Cursos nº 89 en 1850, en el cual se incluían algunos escritos de Aldhelmo. Algunas de sus cartas han ido apareciendo con el paso del tiempo, por lo que se conserva buena parte de su producción epistolar.
Su trabajo más conocido es De Laude Virginitatis, un tratado en latín acerca de la virginidad de las monjas del monasterio de Barking. En él elogia los méritos que supone la virginidad, y también aprovecha para rendir homenaje a un gran número de santos y santas. Más tarde el propio Aldhelmo escribió una versión reducida del mismo en clave poética, que finaliza con una batalla entre las virtudes y los vicios, la De octo principalibus vitiis (impreso por primera vez por Delrio en 1601).
Por otro lado, la principal fuente de su Epistola ad Acircium sive liber de septenario, et de metris, aenigmatibus ac pedum regulis fue Prisciano.